# Hortar
Hortar  (en latin Hortharius; † 364) est un roi alaman du royaume barbare des Alamans en IVe siècle.

## Biographie
L'historien romain Ammianus Marcellinus rapporte : après une bataille victorieuse contre le chef des armées romaines Barbatio en 357 à Rauracum (Kaiseraugst) qui regroupait les rois alamans Suomar, Hortar, Ur, Ursicinus et Vestralp sous la direction de Chnodomar et Agenarich, leurs armées s'élancèrent dans la bataille d'Argentoratum contre le commandant en chef des Romains, Severus. À la suite de la défaite Hortar conserva sa vie et son pays en échange de la livraison d'attelages et de matériaux de construction.
En 358 un accord de paix est conclu entre le césar Julien (celui qui en 361 devint empereur). Hortar commença une carrière dans le service militaire romain. Après son entrée en fonction le 25 février 364, Valentinien Ier commença à éliminer tous les hauts généraux alamans de l'armée. Des aveux auraient été faits par Hortar sous la torture, selon lequel il devait envoyer une lettre adressée aux autres rois alamans, contre l'État. Il est mort condamné au bûcher.